# La Boucherie (restaurant)
Pour les articles homonymes, voir Boucherie (homonymie).
La Boucherie Restaurant est une chaîne de plus de 130 restaurants grills faisant partie du Groupe Baudaire. 

## Histoire
En 1974, Jacques Salmon, boucher de métier, transforme son restaurant Le Refuge à Megève en restaurant à viande. Un second restaurant est ensuite ouvert à Annemasse[réf. nécessaire].
Bertrand Baudaire s'associe à lui en 1983 pour développer le concept La Boucherie Restaurant[source insuffisante]. En 1996, les restaurants La Boucherie sont développés en franchise. Ils sont au nombre de douze en 1997, cinquante en 2006, cent en 2013 et cent quarante en 2016. Toujours en 2016 la chaîne Bistrot du Boucher est rachetée par le Groupe Baudaire.
En juillet 2019, le Groupe Baudaire annonce l'acquisition de Poivre Rouge et de ses 78 points de vente à travers la France auprès des Mousquetaires. Cette transaction, dont le montant n'a pas été dévoilé, prendra effet en septembre 2019.
En mai 2023, une information du Figaro mentionne un intérêt du Groupe Baudaire pour reprendre neuf restaurants Courtepaille et « maintenir la marque et les contrats des 72 franchisés du réseau » alors que Courtepaille est en redressement judiciaire.
La société reprendra finalement l'enseigne en conservant 74 restaurants en succursale et dix en franchise. Cette opération impliquera la fermeture de 130 restaurants et le licenciement de 1500 salariés,.